# سورة الإنسان
سورة الإنسان هي سورة مدنية، من المفصل، آياتها 31، وترتيبها في المصحف 76، في الجزء التاسع والعشرين، بدأت بأسلوب استفهام ﴿هَلْ أَتَى عَلَى الْإِنْسَانِ حِينٌ مِنَ الدَّهْرِ لَمْ يَكُنْ شَيْئًا مَذْكُورًا ۝١﴾ [الإنسان:1]، نزلت بعد سورة الرحمن، وتُسمى أيضًا سورة الدهر.
تشمل السورة البعث، وعلى خلق الإنسان وهدايته للخير والشر، ثم بيان عاقبة كل، مع ذكر أعمال الأبرار وجزائهم.

## محتوى السورة
هذه السورة رغم قصرها، فانّ لها محتويات عميقة ومتنوعة وجامعة، ويمكن بنظرة واحدة تقسيمها إلى خمسة أقسام:
- القسم الأوّل: يتحدث عن إيجاد الإنسان وخلقه من نطفة أمشاج (مختلطة)، وكذلك عن هدايته وحرية إرادته.
- القسم الثّاني: يدور الحديث فيه عن جزاء الأبرار والصالحين.
- القسم الثّالث: تكرار الحديث عن دلائل استحقاق الصالحين لذلك الثواب في عبارات قصيرة ومؤثرة.
- القسم الرّابع: يشير إلى أهمية القرآن وسبيل إجراء أحكامه ومنهج تربية النفس الشاق.
- القسم الخامس: جاء الحديث فيه عن حاكمية المشيئة الإلهية (مع حاكمية الإنسان).

لهذه السورة أسماء عديدة، أشهرها (الإنسان) (الدهر) و (هل أتى) وهذه الكلمات وردت في أوائل السورة، قد ذكرت اسم (هل أتى) لهذه السورة.

## منزلة السورة وسبب نزولها
لم يصح عن رسول الله -صلى الله عليه وسلم- أي شيء في فضلها، وإنما ورد عنه -صلى الله عليه وسلم- أنه كان يداوم على قراءتها في صلاة فجر يوم الجمعة، فعن عبد الله بن عباس -رضي الله عنهما- قال: «أنَّ النبيَّ صَلَّى اللَّهُ عليه وسلَّمَ كانَ يَقْرَأُ في صَلَاةِ الفَجْرِ، يَومَ الجُمُعَةِ: الم تَنْزِيلُ السَّجْدَةِ، وَهلْ أَتَى علَى الإنْسَانِ حِينٌ مِنَ الدَّهْرِ».رواه مسلم، في صحيح مسلم، عن عبد الله بن عباس، الصفحة أو الرقم:879 ، حديث صحيح
وذكر ابن القيم أن رسول الله -صلى الله عليه وسلم- كان يقرأ هاتين السورتين في صلاة فجر يوم الجمعة، لما فيهما من حديث عن المبدأ والمعاد وخلق آدم ودخول الجنة والنار، وهذا كله حدث أو يحدث في يوم الجمعة، فكان يقرأ هاتين السورتين في فجر هذا اليوم تذكيرًا للأمة بأحداثه. وهناك أحاديث منكرة وموضوعة في فضل سورة الإنسان متداولة بين الناس، لكن لا يعتد بها وهي: عن أبي بن كعب -رضي الله عنه- أن رسول الله -صلى الله عليه وسلم- قال: «مَن قَرأَ سُورةَ: {هَلْ أَتَى} كان جَزاؤُهُ على اللهِ جَنَّةً وحريرًا»، وقال عنه الإمام ابن حجر العسقلاني: حديث موضوع. عن علي بن أبي طالب -رضي الله عنه- أن رسول الله صلى الله عليه وسلم قال: «يا علىّ مَنْ قرأَ {هَلْ أتى عَلَى الإنسان} أَعطاه الله من الثواب مثلَ ثواب آدم، وكان في الجنَّة رفيق آدم، وله بكلّ آية قرأَها مثلُ ثواب سيّدَىْ شباب أَهل الجنَّة الحسن والحسين». قال عنه الفيروزآبادي: حديث منكر.
مثل:
حديث عن النّبي قال: «من قرأ سورة (هل أتى) كان جزاؤه على الله جنة وحريرا» وحديث عن محمد الباقر: «من قرأ سورة هل أتى في كل غداة خميس زوجه الله من الحور العين مائة عذراء وأربعة آلاف ثيب وكان مع محمد صلّى الله عليه وآله وسلّم».
وذكروا أن ابن عباس قال: إنّ الحسن والحسين مرضا فعادهما الرسول في ناس معه، فقالوا: يا أبا الحسن لو نذرت على ولديك، فنذر علي وفاطمة وفضة جارية لهما إن برئا ممّا بهما أن يصوموا ثلاثة أيّام (طبقا لبعض الرّوايات أنّ الحسن والحسين أيضا قالا نحن كذلك ننذر أن نصوم) فشفيا وما كان معهم شيء، فاستقرض علي ثلاث أصواع من شعير فطحنت فاطمة صاعا واختبزته، فوضعوا الأرغفة بين أيديهم ليفطروا فوقف عليهم سائل، وقال: السلام عليكم، أهل بيت محمد، مسكين من مساكين المسلمين، أطعموني أطعمكم الله من موائد جنة، فآثروه وباتوا لم يذوقوا إلّا الماء وأصبحوا صياما. فلما أمسوا ووضعوا الطعام بين أيديهم وقف عليهم يتيم فآثروه (و باتوا مرة أخرى لم يذوقوا إلّا الماء وأصبحوا صياما) ووقف عليهم أسير في الثّالثة عند الغروب، ففعلوا مثل ذلك. فلما أصبحوا أخذ علي بيد الحسن والحسين وأقبلوا إلى رسول الله، فلما أبصرهم وهم يرتعشون كالفراخ من شدّة الجوع، قال: «ما أشدّ ما يسوؤني ما أرى بكم» فانطلق معهم، فرأى فاطمة في محرابها قد التصق بطنها بظهرها، وغارت عيناها، فساءه ذلك، فنزل جبرئيل وقال: خذها يا محمد هنّاك الله في أهل بيتك فأقرأه السورة الإنسان.
نُقلت هذه الرواية في كتاب الغدير، ج 3، ص 107 إلى 111 وفي كتاب إحقاق الحق، ج 3، ص 157 إلى 171 عن 36، واتفق علماء الشيعة على أنّ السورة أو ثمان عشرة آية من السورة قد نزلت في حق علي وفاطمة، وأوردوا هذه الرّواية في كتبهم.

## وصلات خارجية
- سورة الإنسان مكتوبة بالرسم العثماني
- سورة الإنسان - قراءة على يوتيوب